# Station Grenoble
Station Grenoble is een spoorwegstation in de Franse gemeente Grenoble.
In het station van Grenoble vertrekken TER-, TGV- en Intercity-treinen. Het station van Grenoble werd ingehuldigd in 1858, maar werd afgebroken in voorbereiding van de Olympische Winterspelen van 1968. 
Het station kent een regelmatige TGV-verbinding met Parijs, Marseille, Lille en Nantes. Er is een internationale treindienst (TER) naar Genève. Verder zijn er regionale treindiensten naar Gap, Briançon en Avignon. Jaarlijks gebruiken ongeveer zeven miljoen passagiers het hoofdstation van Grenoble. In 2014 werd de spoorlijn van het zuidelijke deel van de zogeheten "Sillon Alpin" geëlektrificeerd (Grenoble-Montmélian + Valence TGV-Moirans).